# Jasper, Arkansas
Jasper là một thành phố thuộc quận Newton, tiểu bang Arkansas, Hoa Kỳ. Năm 2010, dân số của thành phố này là 466 người.

## Dân số
- Dân số năm 2000: 498 người.
- Dân số năm 2010: 466 người.